# Théodore Jouret
Théodore Jouret (Aat, 11 september 1821 – Bad Kissingen, 16 juli 1887) was een Belgisch chemicus en componist.
Hij was zoon van Victor Théodore Jouret, professor retorica aan het College van Aat, en Catherine Eugénie Joseph Themon. Gedurende zijn leven werd hij ridder of officier in de Leopoldsorde.
Hij was professor scheikunde aan de Koninklijke Militaire School in Brussel. Hij schreef echter tussen 1840 en 1846 liederen en kwartetten voor mannenstemmen. Hij schreef met Guillaume Meynne de komische opera Le médecin turc, die in 1845 in Brussel op de planken werd gebracht. Vanaf 1846 was hij werkzaam als muziekrecensent voor Belgische en internationale bladen, zoals Revue de Belgique, Revue trimestrielle, L’étoile Belge, L’Observateur, Le Nord, Le Guide Musical, L’Office de publicité, L’Indépendance belge en Journal de Saint-Pétersbourg. In de krant L’Art verscheen in oktober 1876 een studie van Jouret omtrent Giuseppe Verdi.
Hij was lid van de Orde der Agathopeden (Société des agathopèdes) en schreef daarvoor onder het pseudoniem Rousselet.
- Bibliothèque nationale de France: cb10400498h (data)
- International Standard Name Identifier: 0000 0000 0079 8789
- Virtual International Authority File: 24590965